# 维纳-辛钦定理
在应用数学中，维纳-辛钦定理（英語：Wiener–Khinchin theorem），又称维纳-辛钦-爱因斯坦定理或辛钦-柯尔莫哥洛夫定理。该定理指出：宽平稳随机过程的功率谱密度是其自相关函数的傅里叶变换。

## 历史
諾伯特·維納在1930年证明了这个定理对于确定性函数的情况；辛钦后来对于平稳随机过程得出了类似的结果并且于1934年发表了它。阿尔伯特·爱因斯坦在1914年的一份简短的备忘录里阐述了这个想法，但并未给出证明。

## 连续时间过程的情形
对于连续时间的情形，维纳-辛钦定理表明若 {\displaystyle x} 是一个宽平稳过程，以致其由统计期望值 E 定义的自相关函数（有时称作自协方差）
{\displaystyle r_{xx}(\tau )=\operatorname {E} {\big [}\,x(t)x^{*}(t-\tau )\,{\big ]}\ }
存在，并对所有延迟 {\displaystyle \tau } 都是有限的，则在频域 {\displaystyle -\infty <f<\infty } 存在一个单调函数 {\displaystyle F(f)} 使得
{\displaystyle r_{xx}(\tau )=\int _{-\infty }^{\infty }e^{2\pi i\tau f}dF(f)}
其中该积分为黎曼－斯蒂尔杰斯积分。这是自相关函数的一种谱分解。F 称为功率谱分布函数，是一个统计分布函数。它有时称作积分谱。
（星号表示复共轭，当随机过程是实过程时可以将其省去。）
注意到 {\displaystyle x(t)\,} 的傅里叶变换不总是存在，因为平稳随机过程不总是平方可积或绝对可积。也不会假定 {\displaystyle r_{xx}} 是绝对可积的，所以也不需要有傅里叶变换。
但若 {\displaystyle F(f)} 是绝对连续的，例如当为纯粹不确定过程时，{\displaystyle F} 幾乎處處可微。在这种情况下，可以通过对  {\displaystyle F} 取平均导数来定义 {\displaystyle x(t)\,} 的功率谱密度 {\displaystyle S(f)}。因为 {\displaystyle F} 的左、右导数处处存在，所以处处都有 {\displaystyle S(f)={\frac {1}{2}}(\lim _{\epsilon \downarrow 0}{\frac {1}{\epsilon }}(F(f+\epsilon )-F(f))+\lim _{\epsilon \uparrow 0}{\frac {1}{\epsilon }}(F(f+\epsilon )-F(f)))}，（得到 F 为其平均导数的积分），该定义简化为
{\displaystyle r_{xx}(\tau )=\int _{-\infty }^{\infty }S(f)e^{2\pi i\tau f}df.}
若现在假设 r 和 S 满足傅里叶逆变换存在的必要条件，维纳-辛钦定理就能说 r 和 S 是一对傅里叶变换对
{\displaystyle S(f)=\int _{-\infty }^{\infty }r_{xx}(\tau )e^{-2\pi if\tau }d\tau .}

## 离散时间过程的情形
对于离散随机过程{\displaystyle x[n]\ } ，其功率谱密度为
{\displaystyle S_{xx}(f)=\sum _{k=-\infty }^{\infty }r_{xx}[k]e^{-j2\pi kf}}
其中
{\displaystyle r_{xx}[k]=\operatorname {E} {\big [}\,x[n]x^{*}[n-k]\,{\big ]}\ }
且
{\displaystyle S_{xx}(f)\ }
是离散函数{\displaystyle x[n]\,}的功率谱密度。由于{\displaystyle x[n]\,}是采样得到的离散时间序列，其谱密度在频域上是周期函数。

## 应用
當输入和输出皆不可被方積，導致其傅里叶变换不存在時，此定理可應用於分析线性时不变系统（LTI系統）。我們可知，LTI系統输出的自相关函數之傅里叶变换相等於系統输入的自相关函數之傅里叶变换與系統脉冲响应之傅立叶变换的平方之相乘。當輸入輸出訊號的傅里叶变换不存在時，這仍舊成立，因為这些信号不可被平方积分，因此系统的输入和输出無法和通过傅立叶变换的脉冲响应直接相关。
由于信号自相关函數之傅里叶变换是信号的功率谱，这相当于说，输出功率谱等於输入功率谱乘以能量传递函数。
这被用在以参数化的方法估计功率谱。

## 表述差异
在许多教科书和在许多技术文献是默认假定的自相关函数的傅里叶变换和功率谱密度是有效的，以及维纳-辛钦定理很简单地指出，因为如果它表示傅里叶变换自相关函数等于功率谱密度，忽略收敛所有的问题。（爱因斯坦就是一个例子）。但是定理（陈述为这里），由诺伯特·维纳和亚历山大·辛钦应用于样品的功能（信号）宽感平稳随机过程，信号的傅立叶变换是不存在的。维纳的贡献的全部意义是使一个宽义平稳随机过程的一个样本函数自相关函数的谱分解感即使在积分进行傅立叶变换和傅立叶逆没有任何意义。
有些人提到与R作为自协方差函数。他们然后进行归一化，通过用R（0），划分以获得他们称之为自相关函数。

## 延伸阅读
- Brockwell, Peter A.; Davis, Richard J.  Second. New York: Springer-Verlag. 2002. ISBN 038721657X.
- Chatfield, C.  Fourth. London: Chapman and Hall. 1989. ISBN 0412318202.
- Fuller, Wayne. . Wiley Series in Probability and Statistics Second. New York: Wiley. 1996. ISBN 0471552399.
- Wiener, Norbert. . Cambridge, Massachusetts: Technology Press and Johns Hopkins Univ. Press. 1949. (a classified document written for the Dept. of War in 1943).
- Yaglom, A. M. . Englewood Cliffs, New Jersey: Prentice–Hall. 1962.